# Nick Jr. (Stati Uniti d'America)
Nick Jr. è un'emittente televisiva statunitense tematica internazionale di proprietà di Paramount Media Networks, sussidiaria del gruppo Paramount Global.

## Storia
Il canale televisivo è stato lanciato come Noggin nel 1999 ed ha cambiato nome in Nick Jr. il 28 settembre 2009.

## In onda
- Peppa Pig
- Dora l'esploratrice
- Vai Diego
- Yo Gabba Gabba!
- Blue's Clues
- Bubble Guppies - Un tuffo nel blu e impari di più
- Paw Patrol
- Alvinnn!!! e i Chipmunks
- Il piccolo regno di Ben e Holly
- Shimmer and Shine